# Andrea Bolgi
Andrea Bolgi genannt Il Carrarino (* 22. Juni 1606 oder 1605 in Carrara; † 1656 in Neapel) war ein italienischer Bildhauer.

## Leben
Andrea Bolgi verbrachte seine Jugend in Carrara, Massa, Livorno und Florenz. Er war Schüler und später Mitarbeiter von Pietro Tacca. 1626 ging er mit Francesco Baratta nach Rom und wurde Gehilfe von Gianlorenzo Bernini. Zwischen 1629 und 1639 arbeitete er im Petersdom in Rom. Da die dort von ihm ausgeführte Kolossalstatue der Heiligen Helena Missfallen erregt hatte, übersiedelte er nach Neapel, wo er bis zu seinem Lebensende verblieb und den Bernini-Stil vertrat. Er starb in Neapel 1656 an der Pest.

## Werke
- 1629–1639 Statue der Heiligen Helena an einem der Kuppelpfeiler des Petersdoms in Rom
- 1634–1648 kleinere Aufträge im Petersdom in Rom
- 1635 Engel über dem Sarkophag der Gräfin Mathilde im Petersdom in Rom
- 1637 Büste der Laura Frangipani in der Kirche San Francesco a Ripa in Rom
- 1636 Büsten in der Cappella Raimondi in San Pietro in Montorio in Rom
- 1653 Statuen und Büsten in der Cappella Cacace in der Basilica San Lorenzo Maggiore in Neapel
- 1653 Zwei Bronzekandelaber in der Kirche Santi Apostoli in Neapel

## Bildergalerie

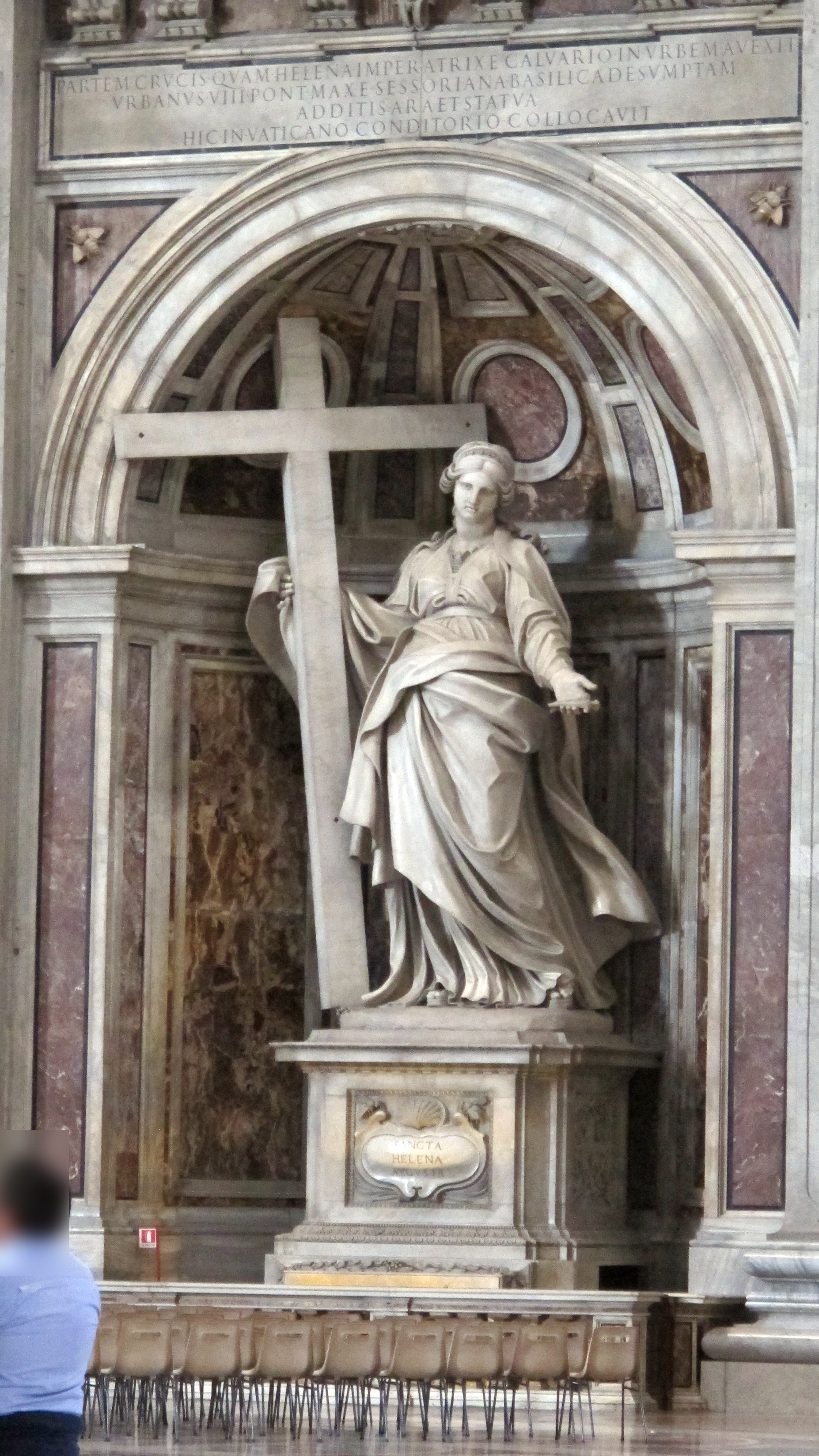
Rom, Petersdom; Heilige Helena
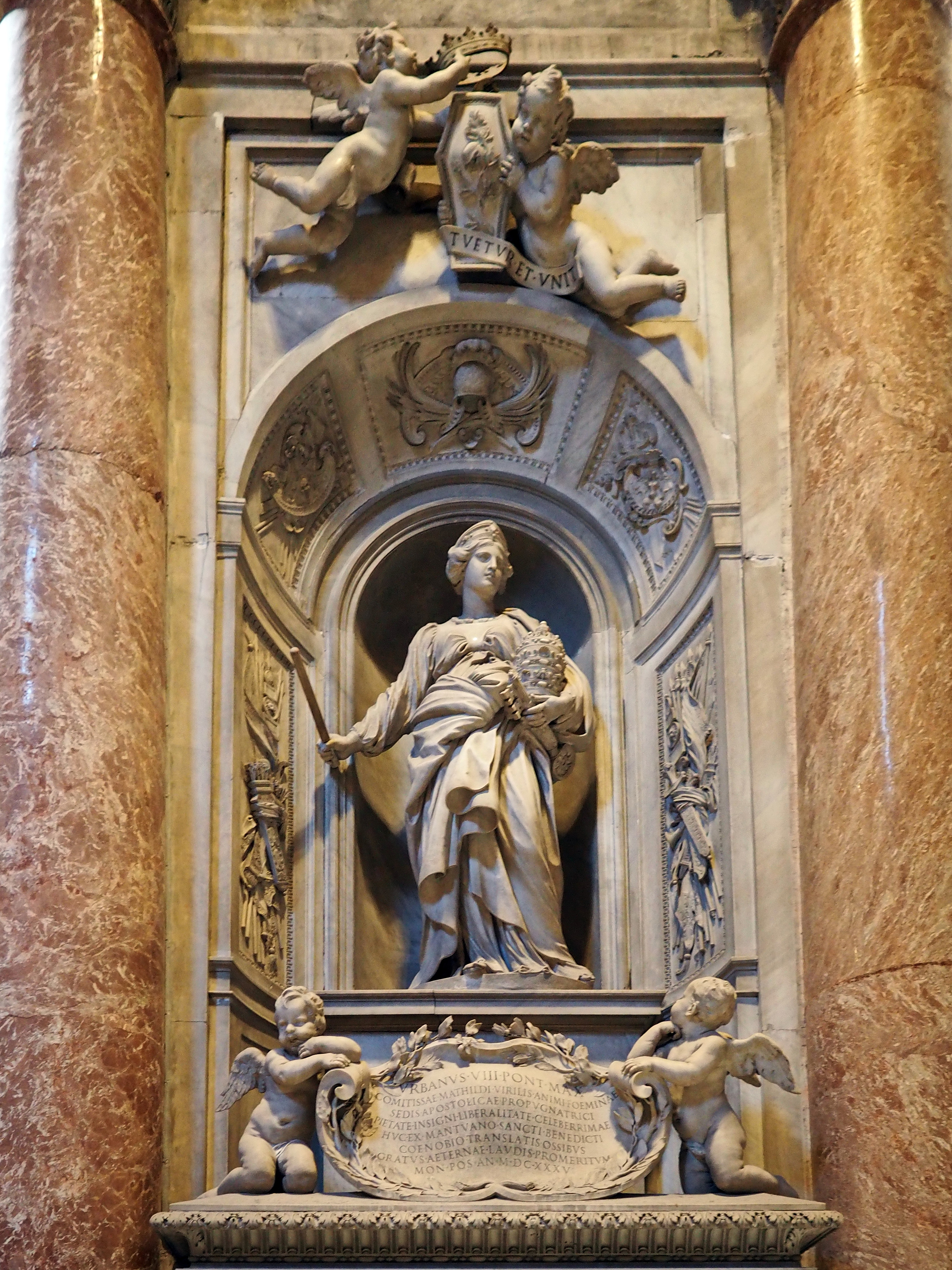
Petersdom; Grabmal der Mathilde von Toskana
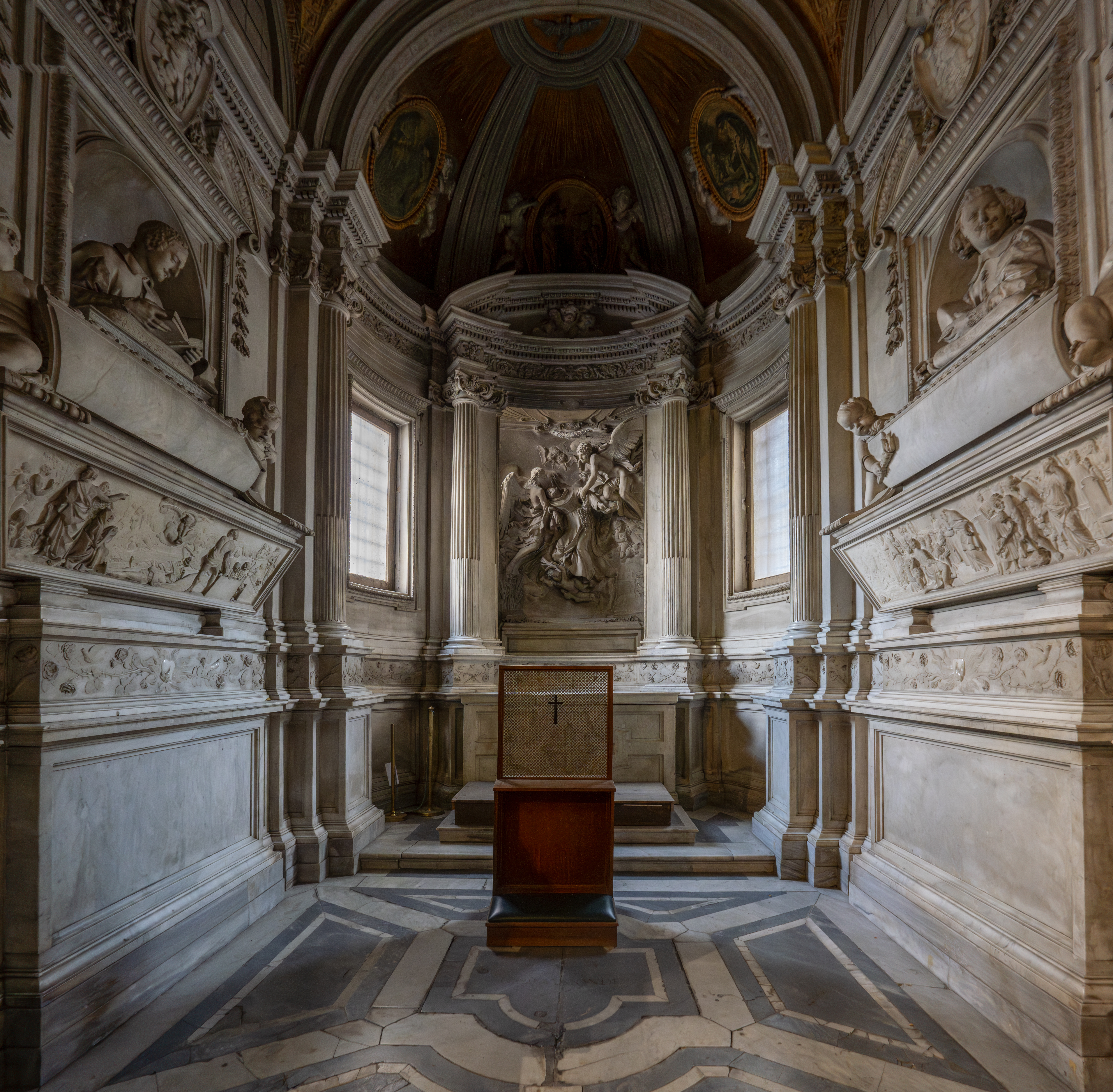
San Pietro in Montorio: Cappella Raimondi
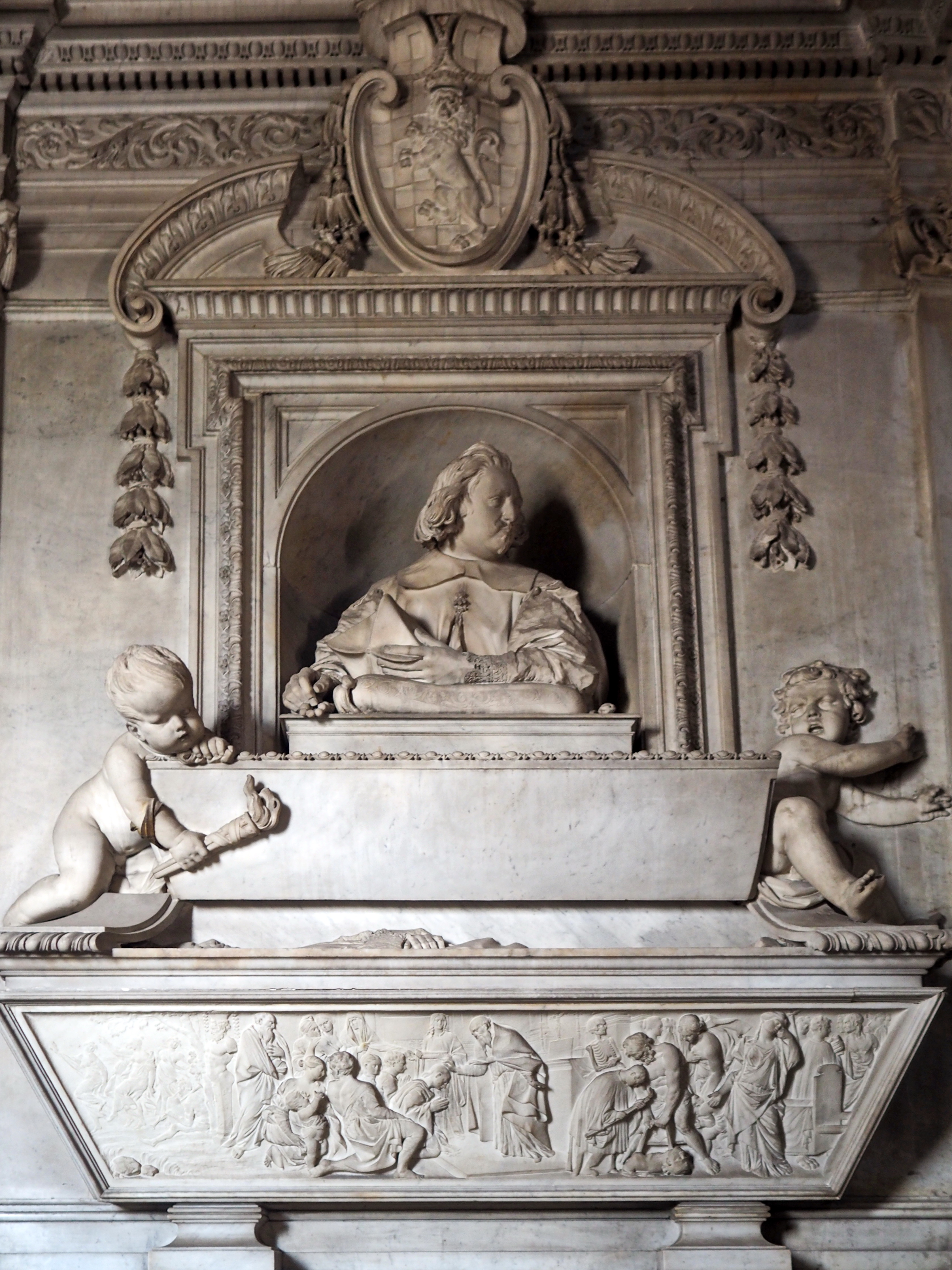
Grabmal für  Francesco Raimondi
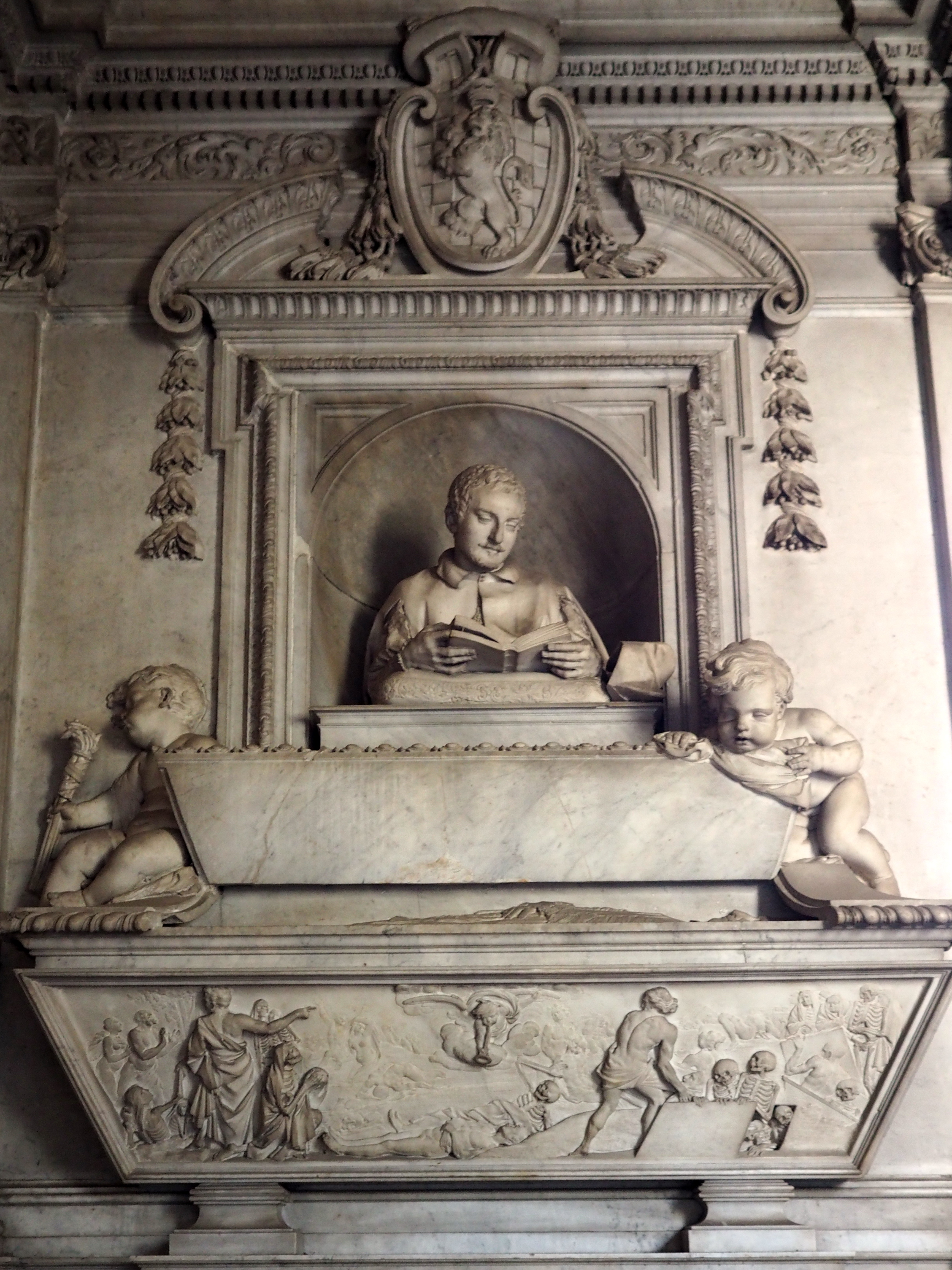
Grabmal für  Girolamo Raimondi
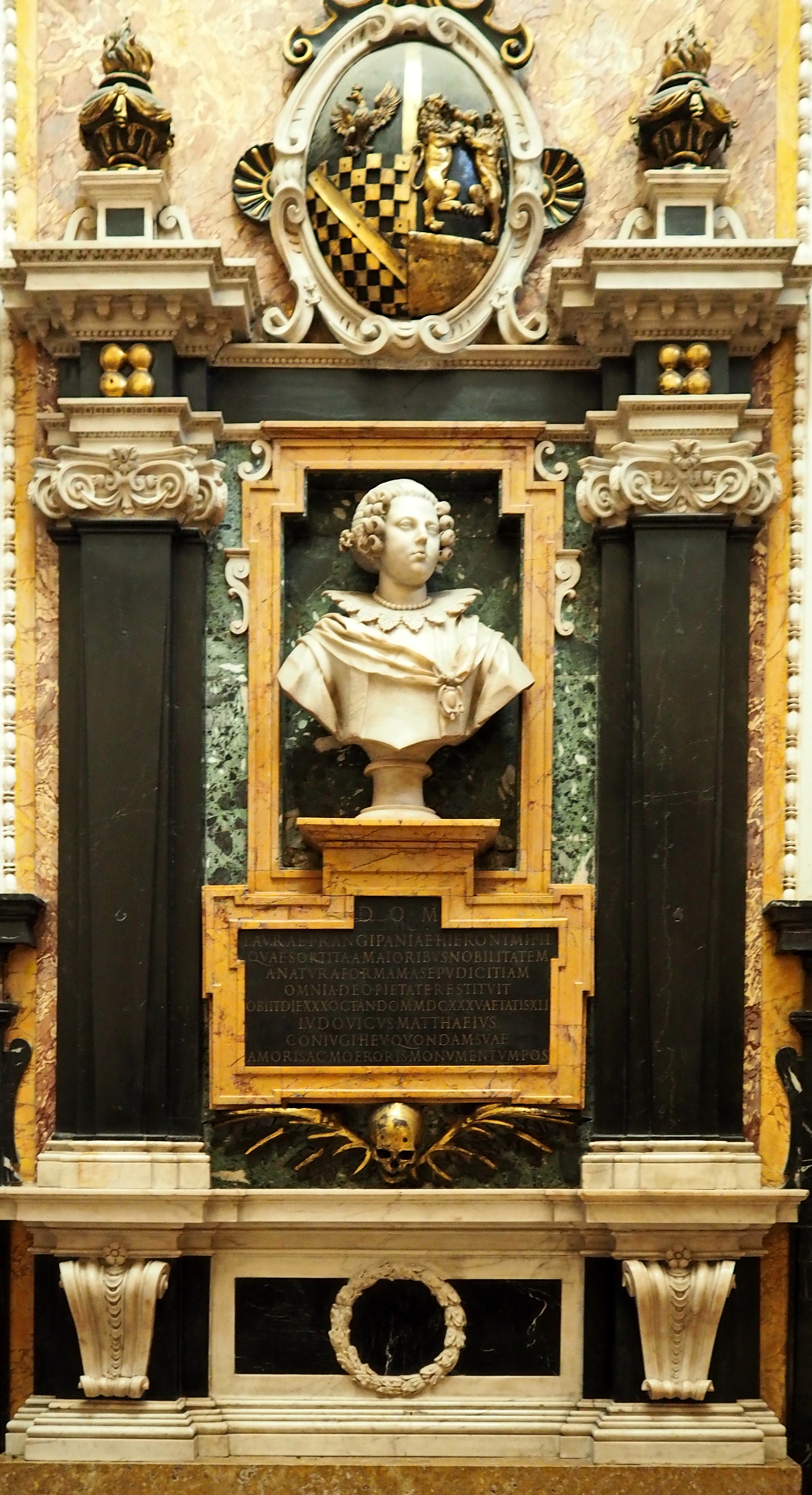
Grabmal der Laura Frangipani
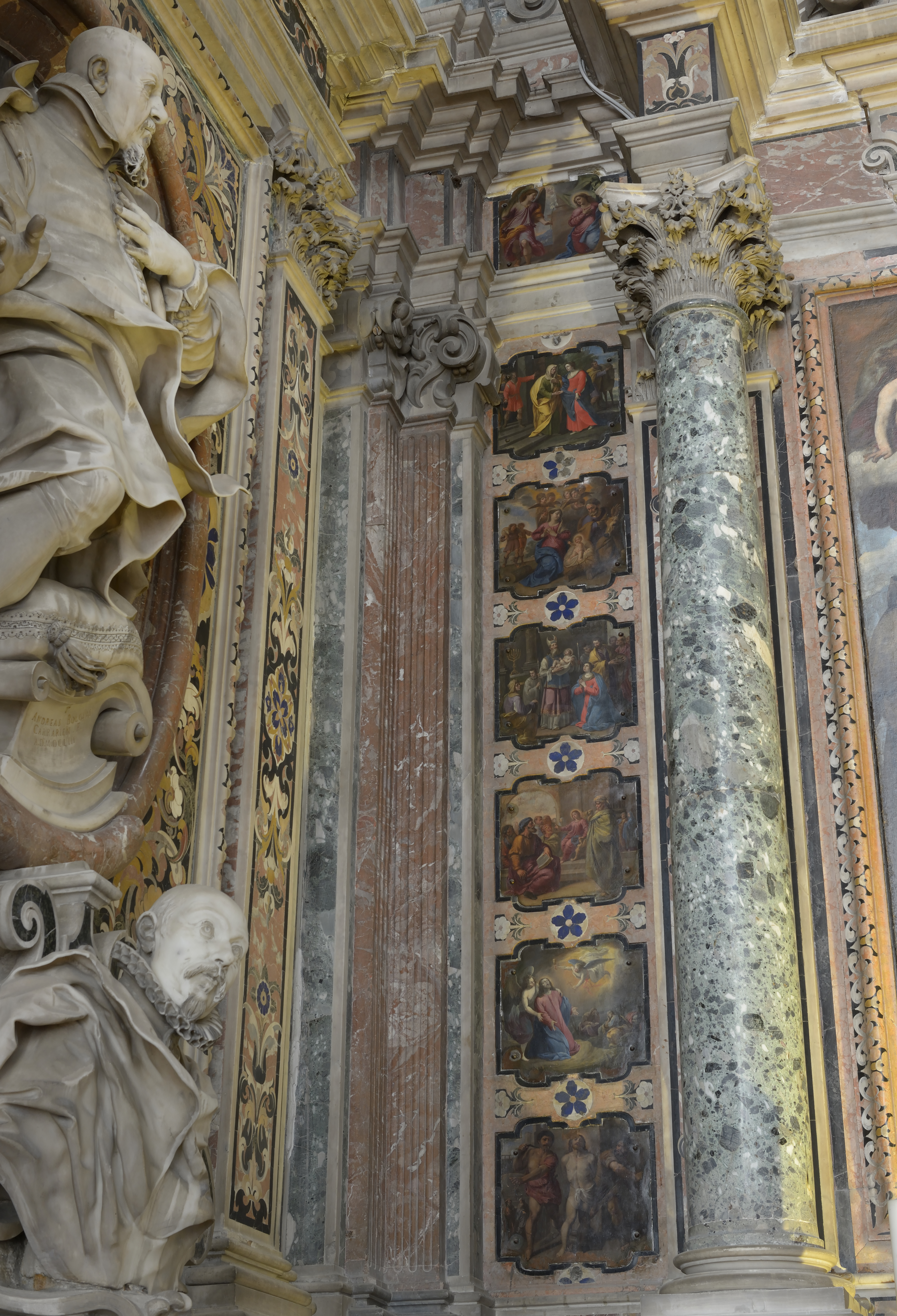
San Lorenzo Maggiore, Neapel; Cappella Cacace
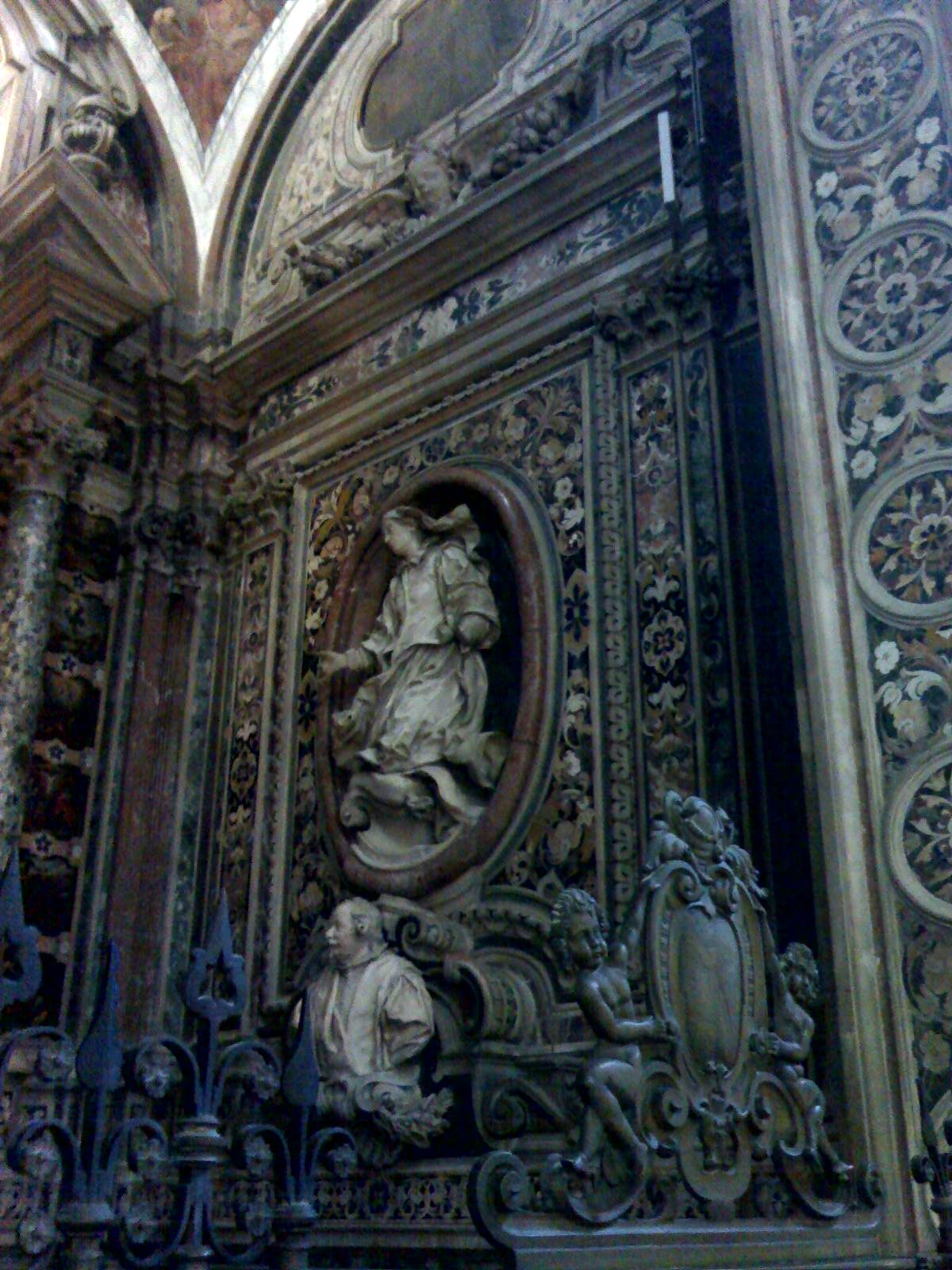
San Lorenzo Maggiore, Neapel; Cappella Cacace